# Cisatracurium
Le cisatracurium est un curare non-dépolarisant de la famille des benzylisoquinolines commercialisé sous forme de bésilate de cisatracurium sous le nom « Nimbex ». Il est utilisé comme myorelaxant en anesthésie générale et chez les patients en réanimation.

## Propriétés
Comme tous les curares, le cisatracurium ne peut être utilisé qu'en milieu spécialisé. Antagoniste compétitif de l'acétylcholine au niveau de la plaque motrice, il induit une paralysie de la musculature volontaire en trois minutes environ après une injection intraveineuse, permettant de bonnes conditions d'intubation endotrachéale et un relâchement musculaire indispensable dans certaines chirurgies (notamment abdominales).
Sa durée d'action intermédiaire (environ 50 minutes) en fait un myorelaxant de choix pour la plupart des interventions courantes ; en outre son métabolisme plasmatique le rend particulièrement utile chez les patients insuffisants rénaux ou hépatiques.

## Avancées
Le cisatracurium semble associé à un moindre risque allergique (ou plus exactement d'histaminolibération) jusque 8DE95 que le mélange des énantiomères et diastéréoisomères, l'atracurium. Plus puissant que ce dernier, il est néanmoins plus long à agir (3 à 5 minutes) et son coût est plus élevé.

## Antidote

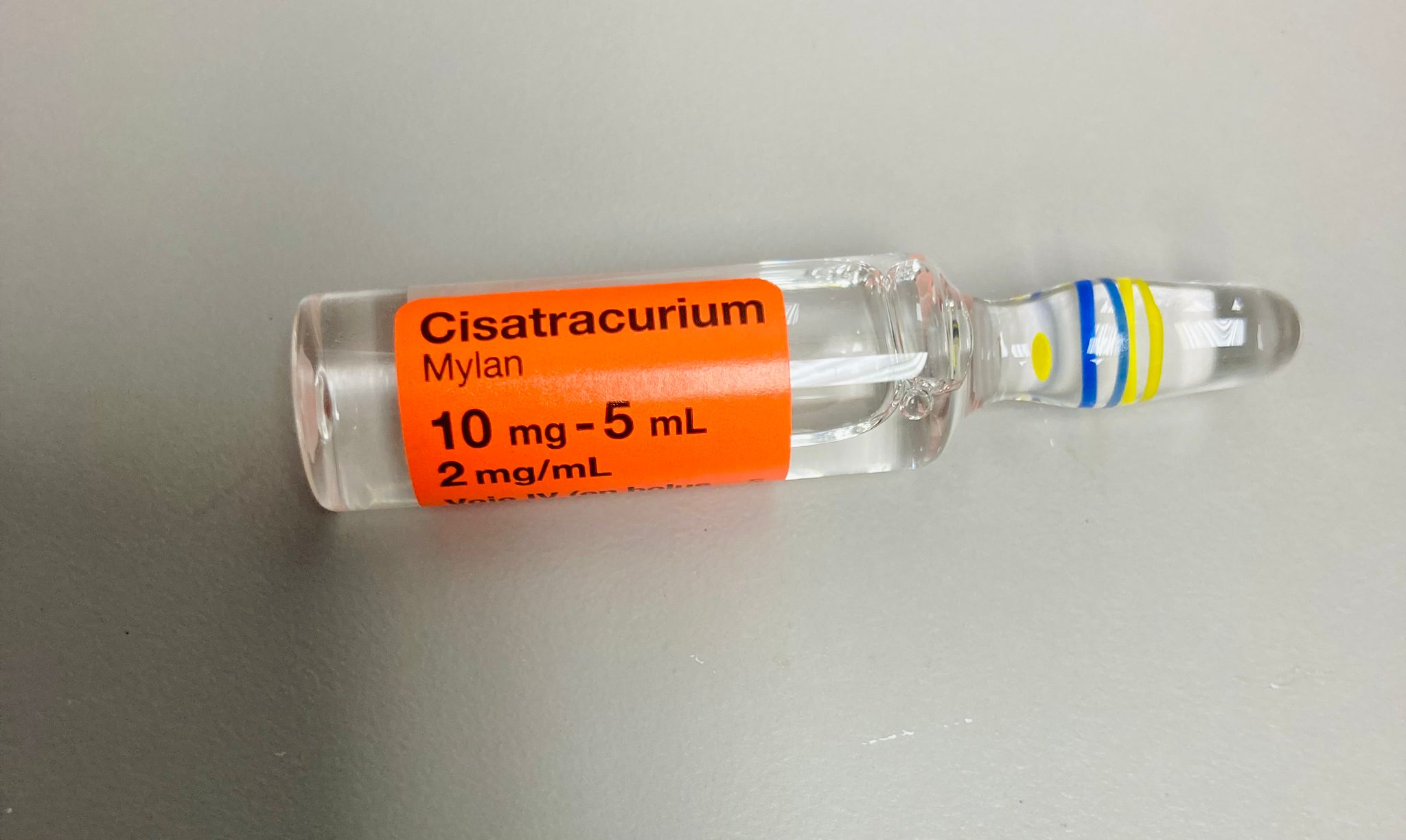
Ampoule de Cisatracurium (Nimbex)

Il n'existe pas d'antidote à proprement parler. Toutefois, l'utilisation de la néostigmine en début de décurarisation permet d'accroitre la quantité d'acétylcholine au niveau de la jonction neuromusculaire (en inhibant sa dégradation), basculant l'avantage compétitif au niveau de cette dernière.
La décurarisation par néostigmine ne doit s'envisager qu'en phase de fin de décurarisation (4 réponses au train de quatre) car il existe un risque de recurarisation secondaire de par la courte demi vie de cette dernière.